# Stefanus I van Penthièvre
Stefanus I van Penthièvre (circa 1060 - 13 april 1136) was van 1079 tot aan zijn dood graaf van Trégor en Guingamp en heer van Goëlo, van 1093 tot 1120 graaf van Penthièvre en van 1098 tot aan zijn dood heer van Richmond. Hij behoorde tot het huis Rennes.

## Levensloop
Stefanus I was een jongere zoon van graaf Odo I van Penthièvre uit diens huwelijk met Agnes, dochter van Alan Canhiart, graaf van Cornouaille.
Na de dood van zijn vader in 1079 werd hij graaf van Trégor en Guingamp en heer van Goëlo. Hij huwde met Havoise, vermoedelijk een dochter van graaf Theobald III van Blois. Later kwam hij ook in het bezit van andere domeinen van zijn familie; in 1093 werd hij na de dood van zijn oudste broer Godfried I graaf van Penthièvre en in 1098 erfde hij na de dood van zijn broers Alan Rufus en Alan de Zwarte de heerlijkheid Richmond in Engeland.
Rond 1118 werd Stefanus geconfronteerd met een opstand van zijn oudste zoon Godfried II, die nog tijdens het leven van zijn vader een deel van de erfenis wilde. Om zijn zoon tevreden te stellen schonk Stefanus hem in 1120 Penthièvre, Lamballe en Moncontour. Na Stefanus' dood in 1136 werden zijn overige bezittingen verdeeld tussen zijn zonen.
In 1134 stichtte hij de Sainte-Croixabdij van Guingamp. Daarnaast was Stefanus ook een weldoener van de Abdij van Bégard, die volgens de overlevering rond 1130 op door hem ter beschikking gesteld land werd gesticht. In deze abdij werd Stefanus ook bijgezet, net als zijn echtgenote Havoise, zijn zoon Alan van Richmond en zijn kleinzoon Conan IV van Bretagne. Volgens historicus Jacques Cambry liet hij eveneens het kasteel van Rustéphan in Nizon bouwen.

## Nakomelingen
Stefanus en Havoise kregen minstens zes kinderen:
- Godfried II (overleden in 1148), graaf van Penthièvre
- Alan (overleden in 1146), heer en graaf van Richmond
- Oliva, huwde eerst met Hendrik van Fougères en daarna met heer Willem van Saint-Jean-de-Thomas
- Mathilde, huwde met Walter de Gand
- Theophania, huwde met Rabel de Tancarville
- Hendrik (overleden in 1183), graaf van Trégor en Guingamp en heer van Goëlo

Historicus Augustin du Paz schrijft nog een dochter toe aan Stefanus I van Penthièvre:
- Eleonora (1105-1167), huwde in 1120 met Olivier II van Dinan